# Caridad Jerez
Caridad Jerez Castellanos (* 23. Januar 1991 in Palma) ist eine spanische Hürdenläuferin, die sich auf den 100-Meter-Hürdenlauf spezialisiert hat.

## Sportliche Laufbahn
Erste internationale Erfahrungen sammelte Caridad Jerez im Jahr 2009, als sie bei den Junioreneuropameisterschaften in Novi Sad mit 14,25 s in der ersten Runde ausschied. Auch bei den Juniorenweltmeisterschaften im Jahr darauf im kanadischen Moncton schied sie im Hürdensprin mit 13,98 s im Vorlauf aus und verpasste auch mit der spanischen 4-mal-100-Meter-Staffel mit 46,36 s den Finaleinzug. 2011 schied sie bei den U23-Europameisterschaften in Ostrava mit 13,81 s in der Vorrunde aus, wie auch bei den Leichtathletik-Europameisterschaften 2014 in Zürich mit 13,23 s. Im Jahr darauf scheiterte sie bei den Halleneuropameisterschaften in Prag mit 8,20 s in der ersten Runde über 60 m Hürden und Ende August schied sie bei den Weltmeisterschaften in Peking mit 13,27 s im Vorlauf aus. 2016 gelangte sie bei den Europameisterschaften in Amsterdam bis in das Halbfinale und wurde dort disqualifiziert. Zudem qualifizierte sie sich für die Teilnahme an den Olympischen Spielen in Rio de Janeiro, bei denen sie mit 13,26 s nicht über die Vorrunde hinauskam.
2017 schied sie bei den Halleneuropameisterschaften in Belgrad mit 8,26 s im Vorlauf über 60 m Hürden aus und im Jahr darauf wurde sie bei den Mittelmeerspielen in Tarragona in 13,40 s Fünfte, ehe sie bei den Europameisterschaften in Berlin mit 15,34 s im Halbfinale ausschied. 2019 schied sie bei den Halleneuropameisterschaften in Glasgow mit 8,38 s in der Vorrunde aus und anschließend erreichte sie bei den Europaspielen in Minsk nach 13,28 s Rang sechs. 2021 startete sie ein weiteres Mal bei den Halleneuropameisterschaften in Toruń und scheiterte diesmal mit 8,29 s in der ersten Runde.
In den Jahren 2011, von 2014 bis 2016 und 2018 wurde Jerez spanische Meisterin im 100-Meter-Hürdenlauf sowie 2011, von 2014 bis 2016 und 2019 auch in der 4-mal-100-Meter-Staffel. Zudem wurde sie zwischen 2014 und 2019 jedes Jahr Hallenmeisterin über 60 m Hürden.

## Persönliche Bestleistungen
- 100 m Hürden: 12,94 s (+1,4 m/s), 6. Juni 2015 in Salamanca
  - 60 m Hürden (Halle): 8,09 s, 1. März 2020 in Ourense